# Елизаветино (Смоленская область)
Елизаве́тино — деревня  в  Смоленской области России,  в Ельнинском районе. Население – 8 жителей (2007 год).  Расположена в юго-восточной части области  в 21  км к юго-востоку от города Ельня,  в 5 км севернее автодороги Р96 Новоалександровский(А101)- Спас-Деменск — Ельня — Починок. В 2,5 км к северо-западу от деревни железнодорожная станция Коробец на ветке Смоленск  - Сухиничи. Входит в состав Коробецкого сельского поселения.

## История
Название произошло от женского имени Елизавета.